# Віктор Родрігес Андраде
Віктор Родрігес Андраде (ісп. Víctor Rodríguez Andrade, нар. 2 травня 1927, Монтевідео — пом. 19 травня 1985, Монтевідео) — уругвайський футболіст, що грав на позиції півзахисника.
Виступав, зокрема, за клуби «Сентраль Еспаньйол» та «Пеньяроль», а також національну збірну Уругваю.
Дворазовий чемпіон Уругваю. У складі збірної — чемпіон світу, володар Кубка Америки.

## Клубна кар'єра
У дорослому футболі дебютував 1945 року виступами за команду клубу «Сентраль Еспаньйол», в якій провів сім сезонів.
1952 року перейшов до клубу «Пеньяроль», за який відіграв 5 сезони. Завершив професійну кар'єру футболіста виступами за команду «Пеньяроль» у 1956 році.
Помер 19 травня 1985 року на 59-му році життя у місті Монтевідео.

## Виступи за збірну
1947 року дебютував в офіційних матчах у складі національної збірної Уругваю. Протягом кар'єри у національній команді, яка тривала 11 років, провів у формі головної команди країни 42 матчі.
У складі збірної був учасником чемпіонату світу 1950 року у Бразилії, здобувши того року титул чемпіона світу, чемпіонату світу 1954 року у Швейцарії.

## Титули і досягнення
- Чемпіон Уругваю (2):

«Пеньяроль»: 1953, 1954
- Чемпіон світу: 1950
- Чемпіон Південної Америки: 1956
- Бронзовий призер Чемпіонату Південної Америки: 1947